# Amphiglossus ankodabensis
Amphiglossus ankodabensis är en ödleart som beskrevs av  Angel 1930. Amphiglossus ankodabensis ingår i släktet Amphiglossus och familjen skinkar.
Artens utbredningsområde är Madagaskar. Inga underarter finns listade i Catalogue of Life.